# Lonicera hispida
Lonicera hispida là một loài thực vật có hoa trong họ Kim ngân. Loài này được Pall. ex Roem. & Schult. mô tả khoa học đầu tiên năm 1819.